# Hersilia wellswebberae
Hersilia wellswebberae är en spindelart som beskrevs av Baehr 1998. Hersilia wellswebberae ingår i släktet Hersilia och familjen Hersiliidae.
Artens utbredningsområde är Northern Territory, Australien. Inga underarter finns listade i Catalogue of Life.